# George Hilsdon

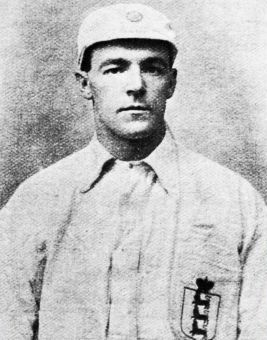
George Hilsdon

George Richard Hilsdon (Bromley-by-Bow, 10 augustus 1885 – Leicester 10 september 1941) was een Engels voetballer die zijn carrière begon bij West Ham United. Hij maakte zijn debuut in het seizoen 1903 - 1904. Zijn bijnaam was "Gatling Gun". Die kreeg hij omdat zijn schoten niet te stoppen waren en ze leken op geweerschoten. Zijn broer Jack Hilsdon speelde toen ook voor West Ham United.

## Carrière bij Chelsea FC
In 1906 werd Hilsdon opgemerkt door toenmalig Chelsea-manager John Robertson. John Robertson was zo enthousiast over Hilsdon dat hij besloot om hem aan te kopen. Zijn weekloon bedroeg toen 4 pond. In zijn debuutwedstrijd maakte hij vijf doelpunten en later in de FA Cup scoorde hij zes keer.
Hilsdon maakte dat seizoen 27 doelpunten en hielp Chelsea FC zo aan de promotie naar de Premier League, de Engelse eerste divisie.

## De oorlogsjaren
Tijdens Wereldoorlog I probeerde hij geruime tijd te ontsnappen aan zijn dienstplicht, maar zou later door de politie opgepakt zijn. Na de oorlog ging hij aan de slag als thee-jongen.

## Overlijden
Hilsdon overleed op 10 september 1941 in Leicester. Er kwamen slecht 4 personen naar zijn begrafenis. Er werd ook geen grafsteen geplaatst op zijn graf. In Stamford Bridge, het stadion van Chelsea FC, staat nog steeds een windwijzer ter ere van Hilsdon.